# 185 (tal)
185 är det naturliga talet som följer 184 och som följs av 186.

## Inom vetenskapen
- 185 Eunike, en asteroid

## Inom matematiken
- 185 är ett udda tal
- 185 är ett semiprimtal
- 185 är ett sammansatt tal
- 185 är ett defekt tal
- 185 är ett kvadratfritt tal
- 185 är summan av 2 kvadrater på två olika sätt: 132+ 42 och 112 + 82
- 185 är differensen av 2 kvadrattal: 212 - 162
- 185 är ett ikosagontal